# Diacria major
Diacria major är en snäckart som först beskrevs av Boas 1886.  Diacria major ingår i släktet Diacria och familjen Cavoliniidae. Inga underarter finns listade i Catalogue of Life.